# 1735
1735 је била проста година.

## Догађаји
- Побуна Срба у Угарској који предводи Перо Јовановић-Сегединац. Гледајући у Србима непоуздан народни елемент, граничне крајеве Хабсбуршке монархије Аустријанци и Мађари почињу насељавати Немцима, Мађарима, Словацима, Бугарима, Румунима и Русинима. Ти народи добијају повластице и помоћ, а Србима се исте укидају.

## Рођења

### Август
- 30. октобар — Џон Адамс, 2. председник САД.